# Chilomima
Chilomima és un gènere monotípic d'arnes de la família Crambidae. Conté només una espècie, Chilomima clarkei, que es troba a Colòmbia, el Paraguai i Veneçuela.
Les larves s'alimenten dels brots de les espècies de mandioca. Les larves més grans penetren en la tija de la planta hoste